# Erica Cerra

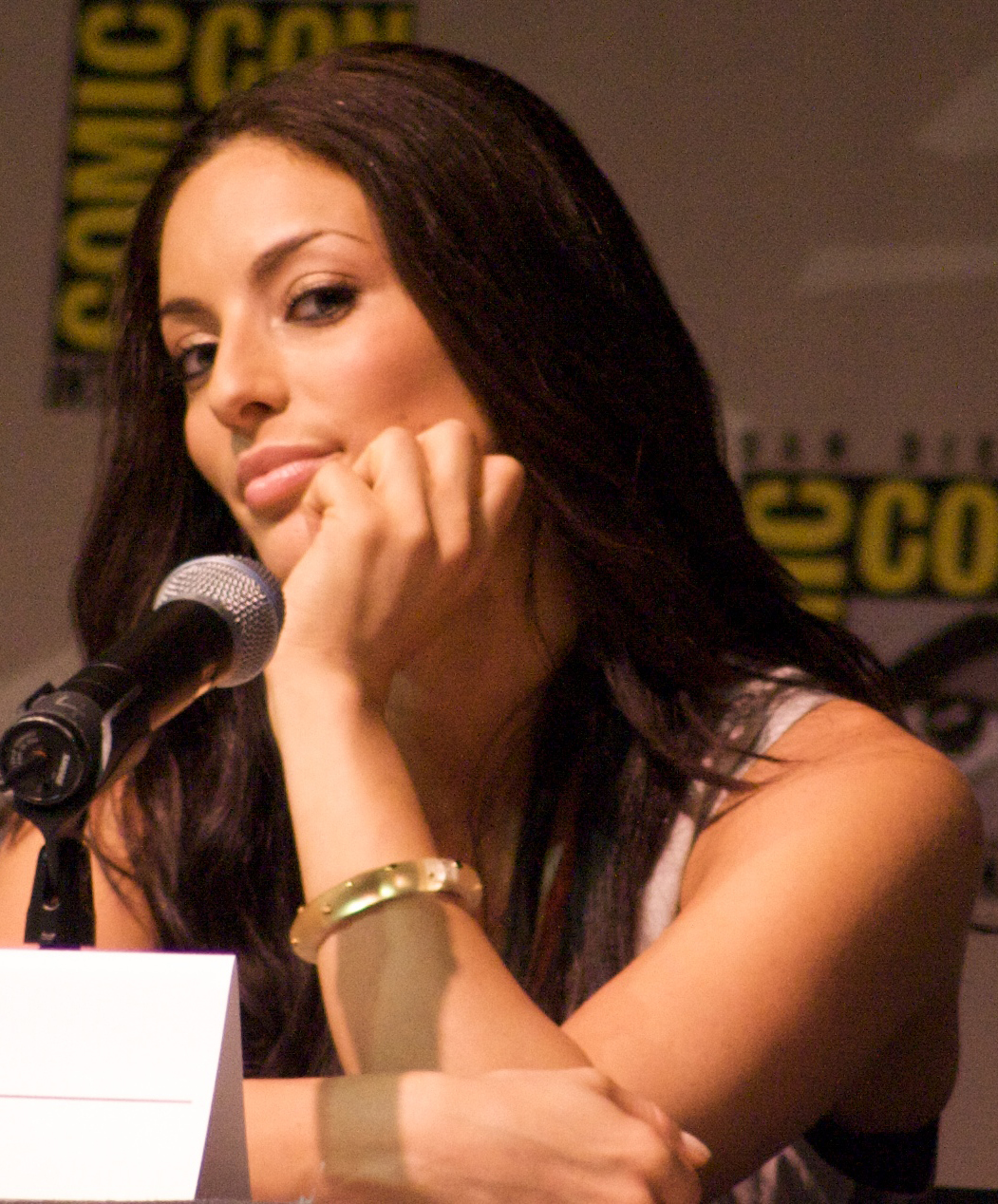
Erica Cerra an der Comic-Con International in San Diego (Juli 2009)

Erica Cerra (* 31. Oktober 1979 in Vancouver, British Columbia) ist eine kanadische Schauspielerin italienischer Abstammung.

## Leben
Erica Cerra ist in Vancouver aufgewachsen und bereits im Alter von acht Jahren in zahlreichen Werbespots aufgetreten. Ihre Mutter ist gelernte Köchin und auf Vancouver Island Inhaberin einer Firma, die Teigwaren herstellt. Erica Cerra lebt derzeit in Los Angeles, Kalifornien (USA).

## Karriere
Nach Abschluss ihrer schulischen Ausbildung machte Cerra die Schauspielerei zu ihrem Beruf. Ihr Debüt hatte sie 2001 mit einer kleinen Nebenrolle in der Mystery-Serie Special Unit 2. Es folgten weitere Gastauftritte in verschiedenen Fernsehserien wie Dead Like Me – So gut wie tot oder 4400 – Die Rückkehrer. In den Serien The L Word – Wenn Frauen Frauen lieben und Battlestar Galactica war Cerra in wiederkehrenden Rollen zu sehen.
Auch wenn Cerra hauptsächlich in Fernsehserien zu sehen ist, hat sie auch Filmrollen. So gab sie 2004 mit einer kleineren Rolle in Blade Trinity ihr Hollywood-Debüt, 2006 folgte Man About Town.
2006 bis 2012 war Cerra in der NBC-Fernsehserie Eureka – Die geheime Stadt an der Seite von Colin Ferguson und Salli Richardson als Jo Lupo zu sehen. Im Lauf der Jahre folgten weitere Gastauftritte in Serien wie Reaper – Ein teuflischer Job oder Warehouse 13. 2011 stand sie neben Mitch Pileggi im Katastrophenfilm Super Twister vor der Kamera.

## Filmografie (Auswahl)
- 2001: Special Unit 2 – Die Monsterjäger (Special Unit 2, Folge 2x06)
- 2003: Dead Like Me – So gut wie tot (Dead Like Me, Folge 1x05)
- 2003: Jake 2.0 (Folge 1x06)
- 2004: Adam & Evil (Film)
- 2004: Dead Zone (The Dead Zone, Folge 3x10)
- 2004: Huff – Reif für die Couch (Huff, Folge 1x01)
- 2004: Blade: Trinity (Film)
- 2004–2006: The L Word – Wenn Frauen Frauen lieben (The L Word, 3 Folgen, verschiedene Rollen)
- 2005: Mein verschärftes Wochenende (The Long Weekend, Film)
- 2005: 4400 – Die Rückkehrer (The 4400, Folge 2x11)
- 2005–2010: Smallville (3 Folgen, verschiedene Rollen)
- 2006: Man About Town (Film)
- 2006: Battlestar Galactica (4 Folgen)
- 2006: Eureka – Hide and Seek (4 Folgen)
- 2006–2012: Eureka – Die geheime Stadt (Eureka, 77 Folgen)
- 2008: Reaper – Ein teuflischer Job (Reaper, Folge 1x13)
- 2009: Sanctuary – Wächter der Kreaturen (Sanctuary, Folge 2x07)
- 2009: Warehouse 13 (Folge 1x08)
- 2010: Percy Jackson – Diebe im Olymp (Percy Jackson & the Olympians: The Lightning Thief, Film)
- 2010: The Stranger (Film)
- 2010: Rise of the Damned (Film)
- 2011–2019: Supernatural (8 Folgen)
- 2011: Super Twister (Mega Cyclone, Fernsehfilm)
- 2012: The Wishing Tree (Fernsehfilm)
- 2014: Rush (7 Folgen)
- 2014: Motive (Folge 2x04)
- 2015: Shark Killer (Film)
- 2015: Welcome Home (Fernsehfilm)
- 2015: iZombie (Folge 1x08)
- 2015–2020: The 100 (23 Folgen)
- 2017: Power Rangers (Film)
- 2017: Lucifer (Folge 3x03)
- 2018–2019: Deadly Class (3 Folgen)
- 2019: The Intruder (Film)
- 2020: A Million Little Things (Folge 2x10)
- 2020–2021: The Astronauts (10 Folgen)
- 2021: Gregs Tagebuch – Von Idioten umzingelt (Diary of a Wimpy Kid, Film, Stimme von Susan)
- 2021–2023: Nancy Drew
- 2022: Gregs Tagebuch 2 – Gibt’s Probleme? (Diary of a Wimpy Kid: Rodrick Rules, Film, Stimme von Susan)
- 2022: The Good Doctor (Folge 5x10)
- 2022: Family Law (4 Folgen)
- 2023: Mystery on Mistletoe Lane (Fernsehfilm)
- 2023: Gregs Tagebuch zu Weihnachten – Keine Panik! (Diary of a Wimpy Kid Christmas: Cabin Fever,  Film, Stimme von Susan)
- 2024: A Dance in the Snow (Fernsehfilm)
- 2025: Wild Cards (Fernsehserie)